# سمفينة
السَّمفَينة هو طبق قطلوني بلنسي يُطبخ من مكعبات الباذنجان والكوسى والثوم المفروم والبصل والطماطم المبشورة المطبوخة في زيت الزيتون. يمكن إضافة مكونات أخر مثل الفلفل الأحمر والأخضر والأعشاب مثل الزعتر وإكليل الجبل.
يؤكل في قطلونية مرافقًا للحوم عادةً (مثل ضلع لحم االخنزير والأرنب والدجاج ، إلخ) أو السمك (مثل التونة وسمك القد ، إلخ.). يُضاف هذا إلى المقلاة أو الطاجن لإنهاء الطهي مع السمفينة. في المقاطعات الوسطى لمنطقة فالنسيا هو مكون نموذجي في الكوكة.